# Sport cu motor

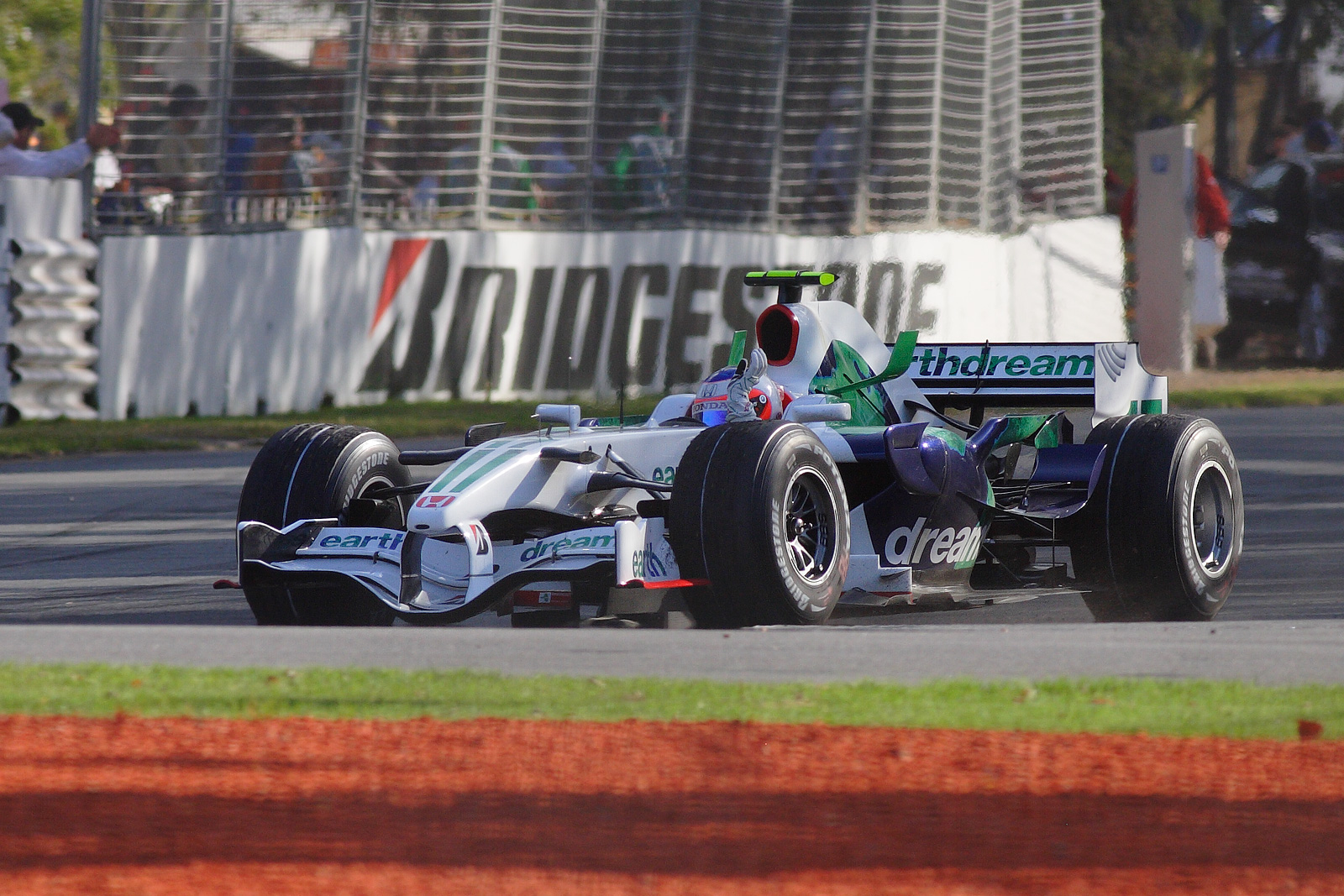
Formula 1

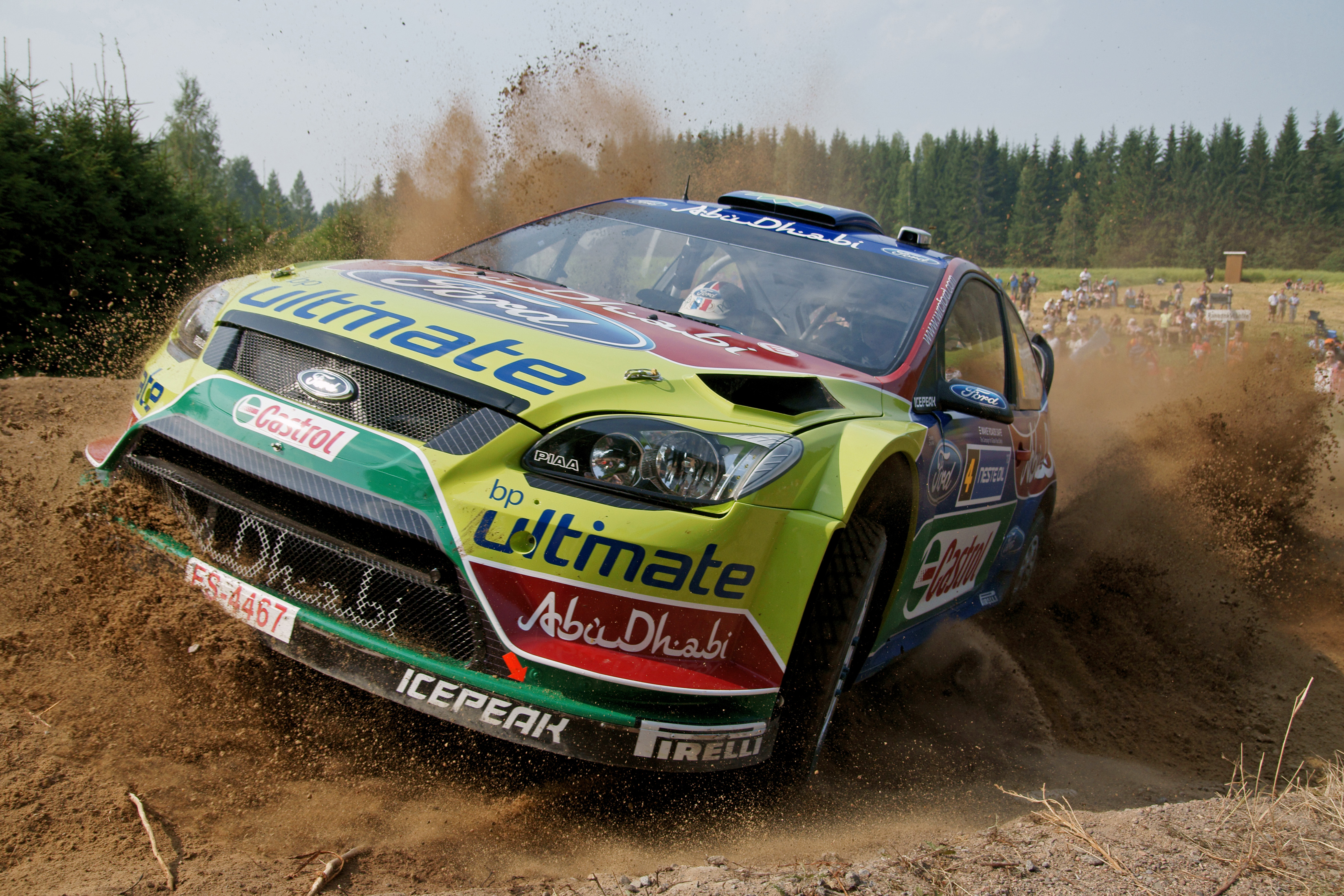
Raliu

Sporturile cu motor sunt un grup de evenimente sportive competitive care implică primordială utilizarea vehiculelor motorizate. Sportul cu motor a fost inclus în evenimentele demonstrative de la Jocurile Olimpice de vară din 1900.

## Competiții de cursă

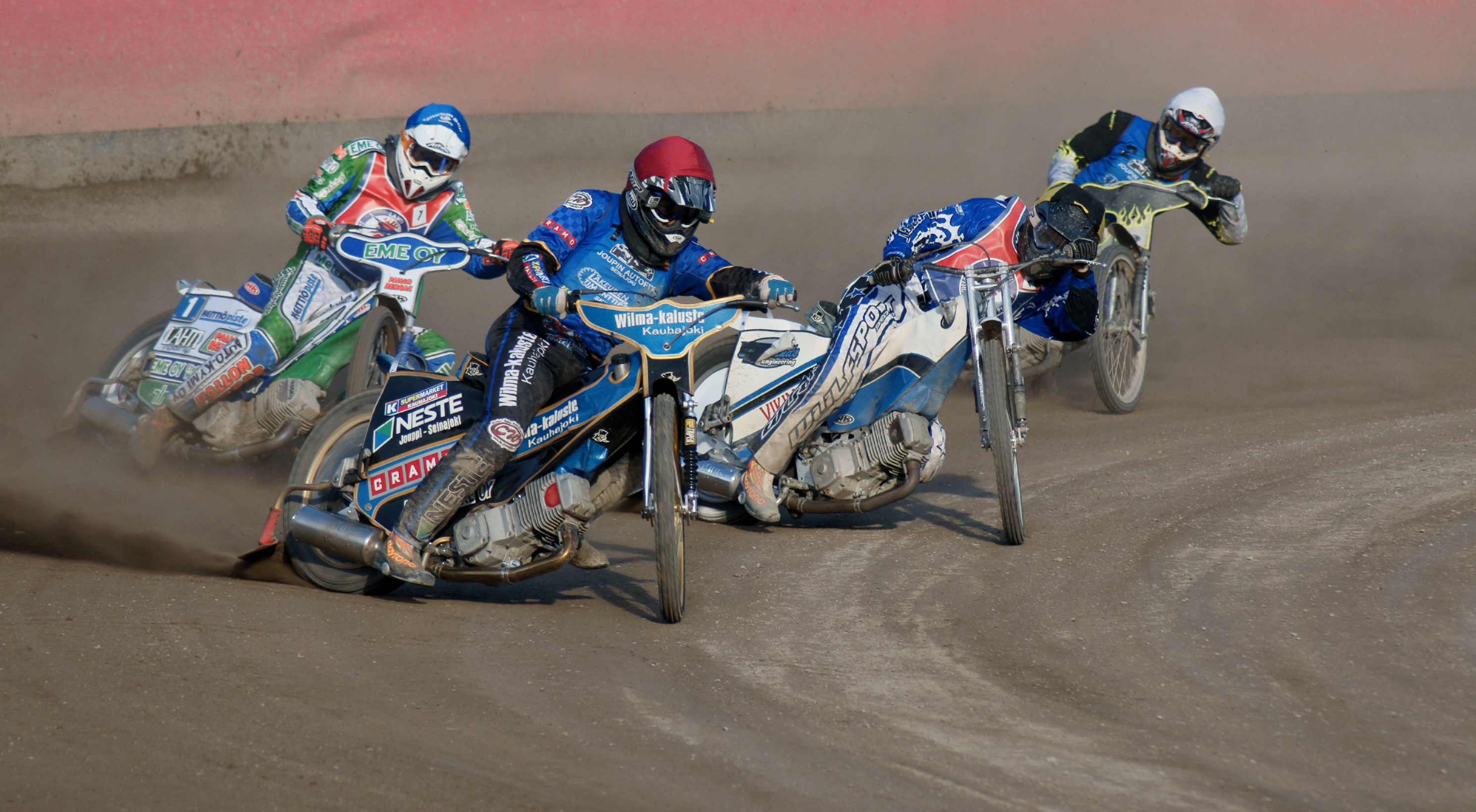
Motociclism

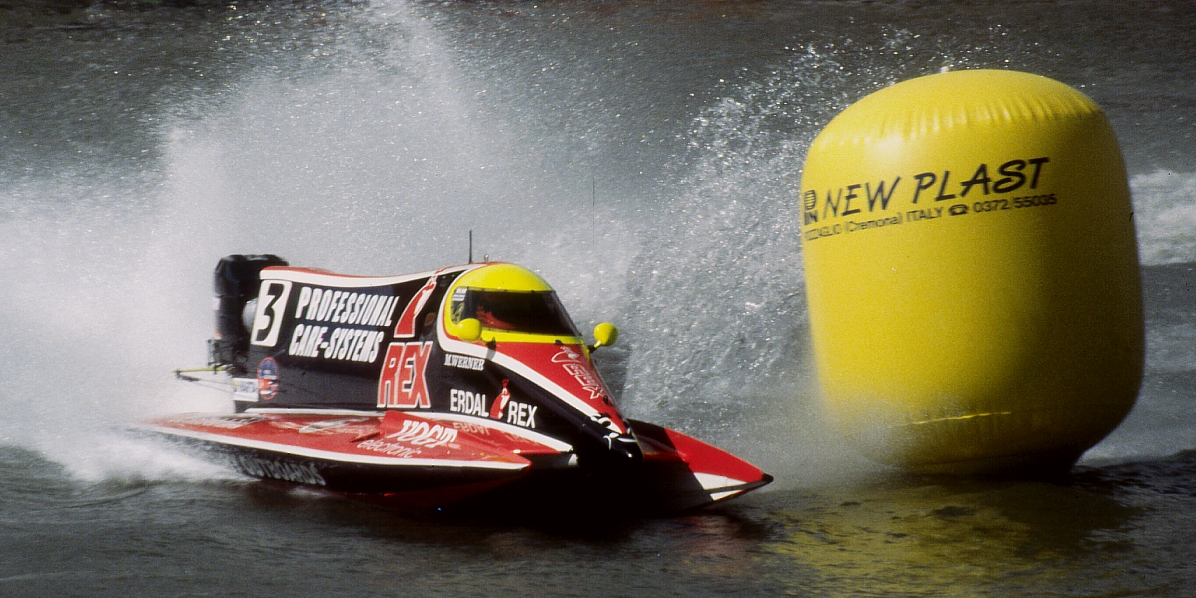

Sporturi cu motor care implică competitorii în curse:
- Curse auto
- Raliu
- Curse de camioane
- Motociclism
- Curse aeriene
- Curse acvative
- Karting
- Curse de snowmobil
- Drifting